# Leichtathletik-Europameisterschaften 2006/20 km Gehen der Männer

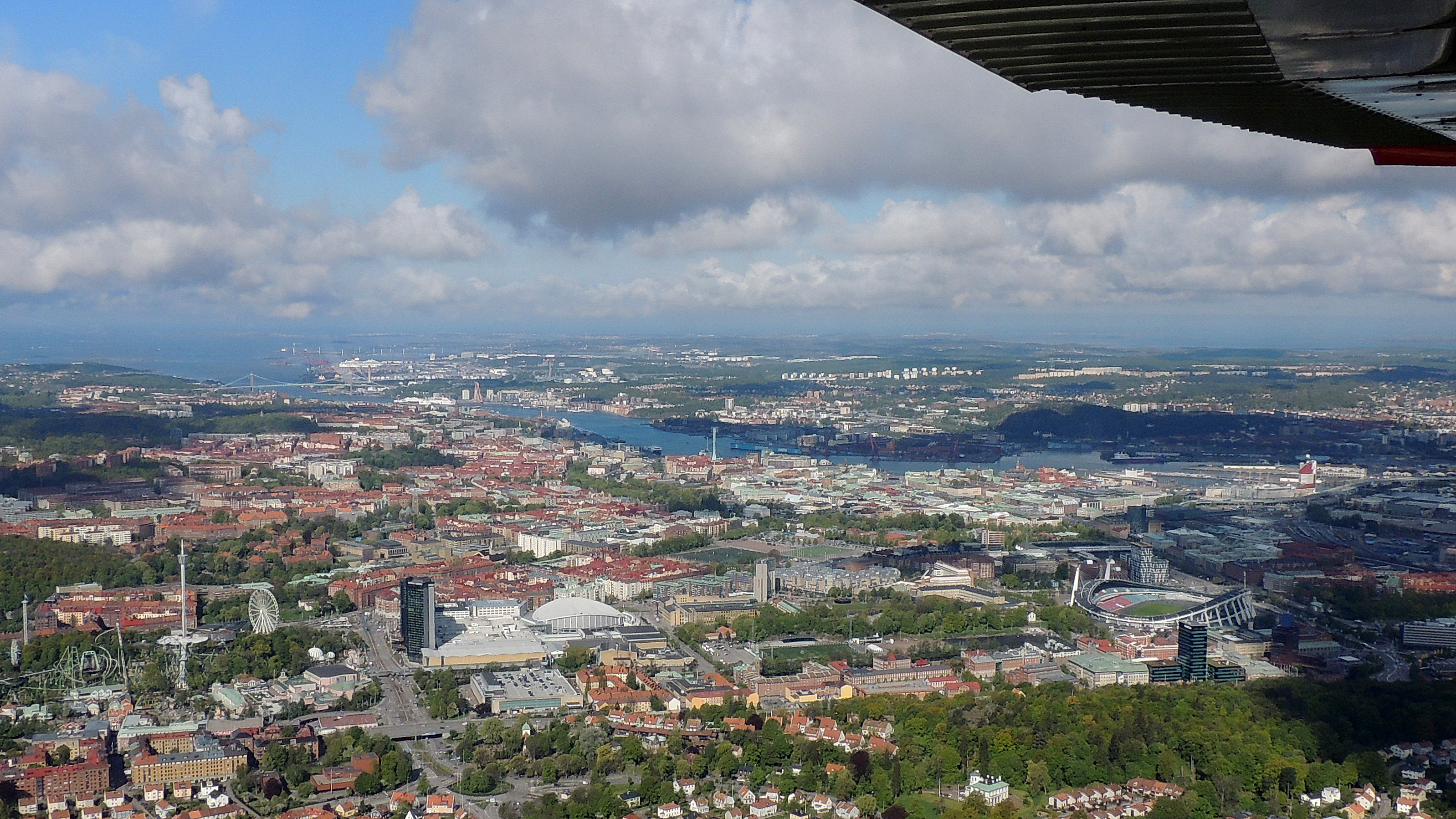
Blick auf Göteborg im Jahr 2015

Das 20-km-Gehen der Männer bei den Leichtathletik-Europameisterschaften 2006 wurde am 8. August 2006 in den Straßen der schwedischen Stadt Göteborg ausgetragen.
Europameister wurde der spanische Titelverteidiger, Olympiazweite von 2004 und zweifache Vizeweltmeister (2003/2005) Francisco Javier Fernández. Er gewann vor dem Russen Waleri Bortschin. Bronze ging an den Portugiesen João Vieira.

## Rekorde
Anmerkung:

Die früher bestehende Praxis, Rekorde im Marathonlauf und Straßengehen wegen der unterschiedlichen Streckenbeschaffenheiten mit Ausnahme von Meisterschaftsrekorden nicht zu führen, wurde von 2003 an nicht mehr angewendet. Seitdem gibt es auch in diesen Straßenwettbewerben offizielle Rekorde. Die schnellste Zeit eines Europäers im 20-km-Gehen war allerdings vor 2003 erzielt worden, sodass diese Leistung noch nicht als Rekord, sondern als Bestzeit galt.

### Bestehende Rekorde
| Weltrekord           | 1:17:21 h | Jefferson Pérez            | WM Paris, Frankreich  | 23. August 2003 |
| Europabestzeit       | 1:17:22 h | Francisco Javier Fernández | Turku, Finnland       | 28. April 2002  |
| Meisterschaftsrekord | 1:18:45 h | Michail Schtschennikow     | EM Helsinki, Finnland | 7. August 1994  |

Der bestehende EM-Rekord wurde bei diesen Europameisterschaften nicht erreicht. Mit seiner Siegerzeit von 1:19:09 h blieb der spanische Europameister Francisco Javier Fernández 24 Sekunden über dem Rekord. Zur Europabestzeit fehlten ihm 1:23 min, zum Weltrekord 1:24 min.

### Rekordverbesserung
Im Wettbewerb am 8. August wurde ein neuer Landesrekord aufgestellt:

1:20:09 h – João Vieira (Portugal)

## Durchführung
Hier gab es keine Vorrunde, alle 19 Geher traten gemeinsam zum Finale an.

## Legende
Kurze Übersicht zur Bedeutung der Symbolik – so üblicherweise auch in sonstigen Veröffentlichungen verwendet:
| NR  | Nationaler Rekord |
| DSQ | disqualifiziert   |

## Ergebnis
8. August 2006, 17:15 Uhr
| Platz | Name                       | Nation      | Zeit (h)   |
| ----- | -------------------------- | ----------- | ---------- |
| 1     | Francisco Javier Fernández | Spanien     | 1:19:09    |
| 2     | Waleri Bortschin           | Russland    | 1:20:00    |
| 3     | João Vieira                | Portugal    | 1:20:09 NR |
| 4     | Wiktor Burajew             | Russland    | 1:20:12    |
| 5     | Sergei Bakulin             | Russland    | 1:20:50    |
| 6     | Matej Tóth                 | Slowakei    | 1:21:39    |
| 7     | Erik Tysse                 | Norwegen    | 1:22:13    |
| 8     | Giorgio Rubino             | Italien     | 1:22:34    |
| 9     | Siarhei Charnou            | Belarus     | 1:23:03    |
| 10    | Denis Langlois             | Frankreich  | 1:24:04    |
| 11    | André Höhne                | Deutschland | 1:24:35    |
| 12    | Predrag Filipović          | Serbien     | 1:25:16    |
| 13    | Benjamín Sánchez           | Spanien     | 1:25:58    |
| 14    | Andriy Yurin               | Ukraine     | 1:26:20    |
| 15    | Silviu Casandra            | Rumänien    | 1:26:36    |
| 16    | Recep Çelik                | Türkei      | 1:27:18    |
| 17    | Ivano Brugnetti            | Italien     | 1:27:42    |
| DSQ   | Juan Manuel Molina         | Spanien     |            |
| DSQ   | Andrei Talashka            | Belarus     |            |

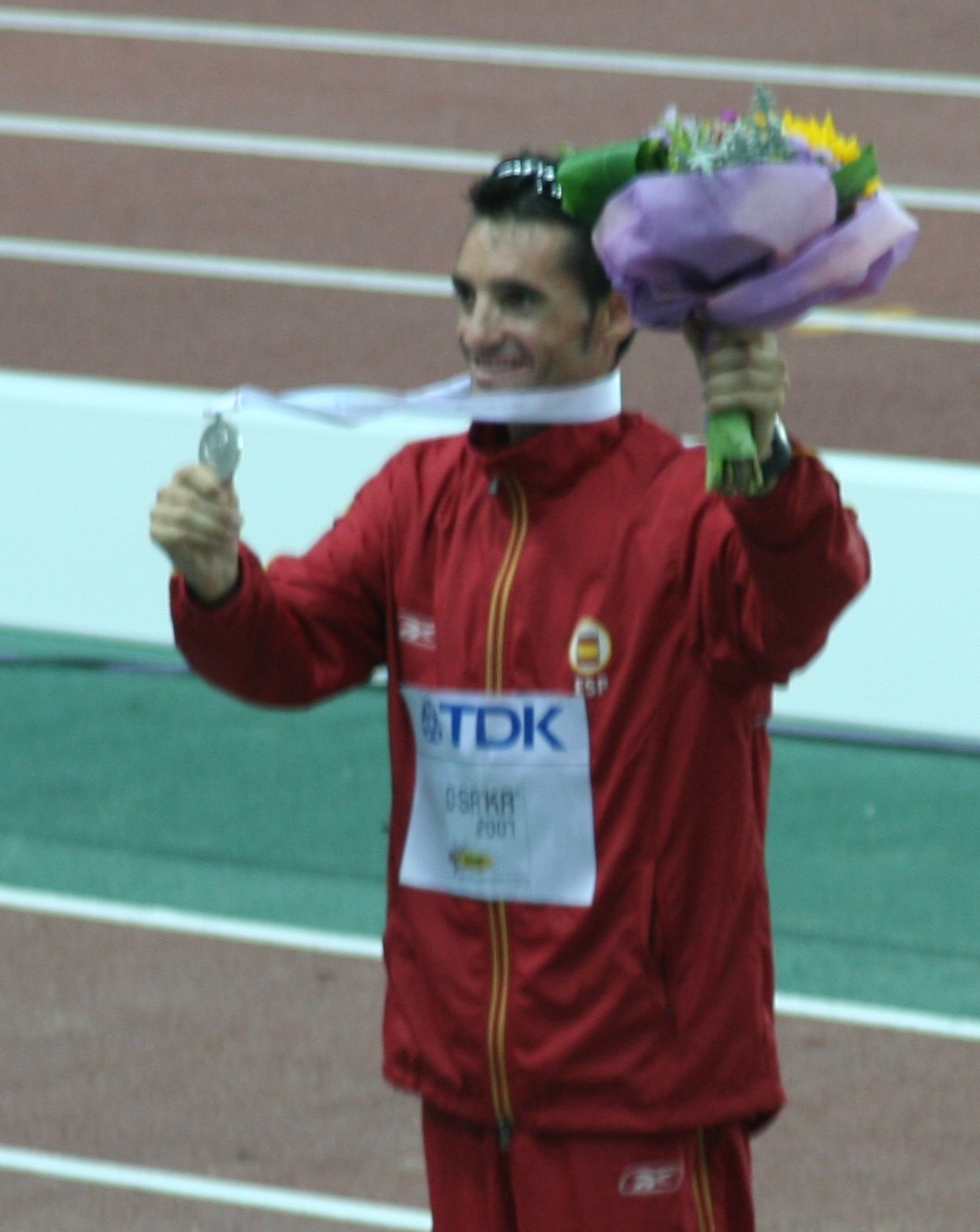
Francisco Javier Fernández, 2004 Olympiazweiter und zweifacher Vizeweltmeister (2003/2005), verteidigte seinen Titel souverän – er war später ein geständiger Dopingsünder mit einer zweijährigen Sperre
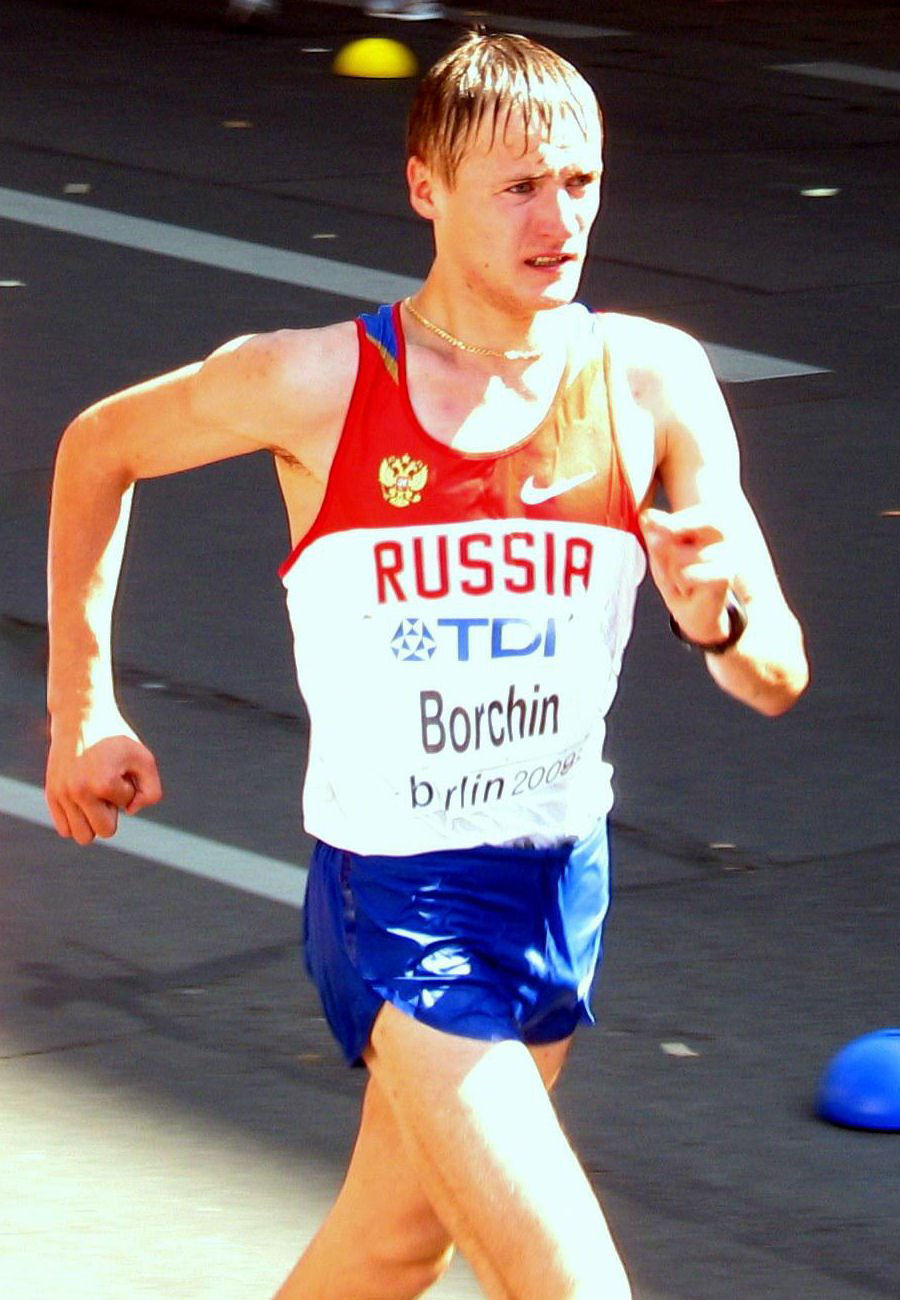
Vizeeuropameister Waleri Bortschin – er wurde später im Zusammenhang mit Dopingmissbrauch für acht Jahre gesperrt
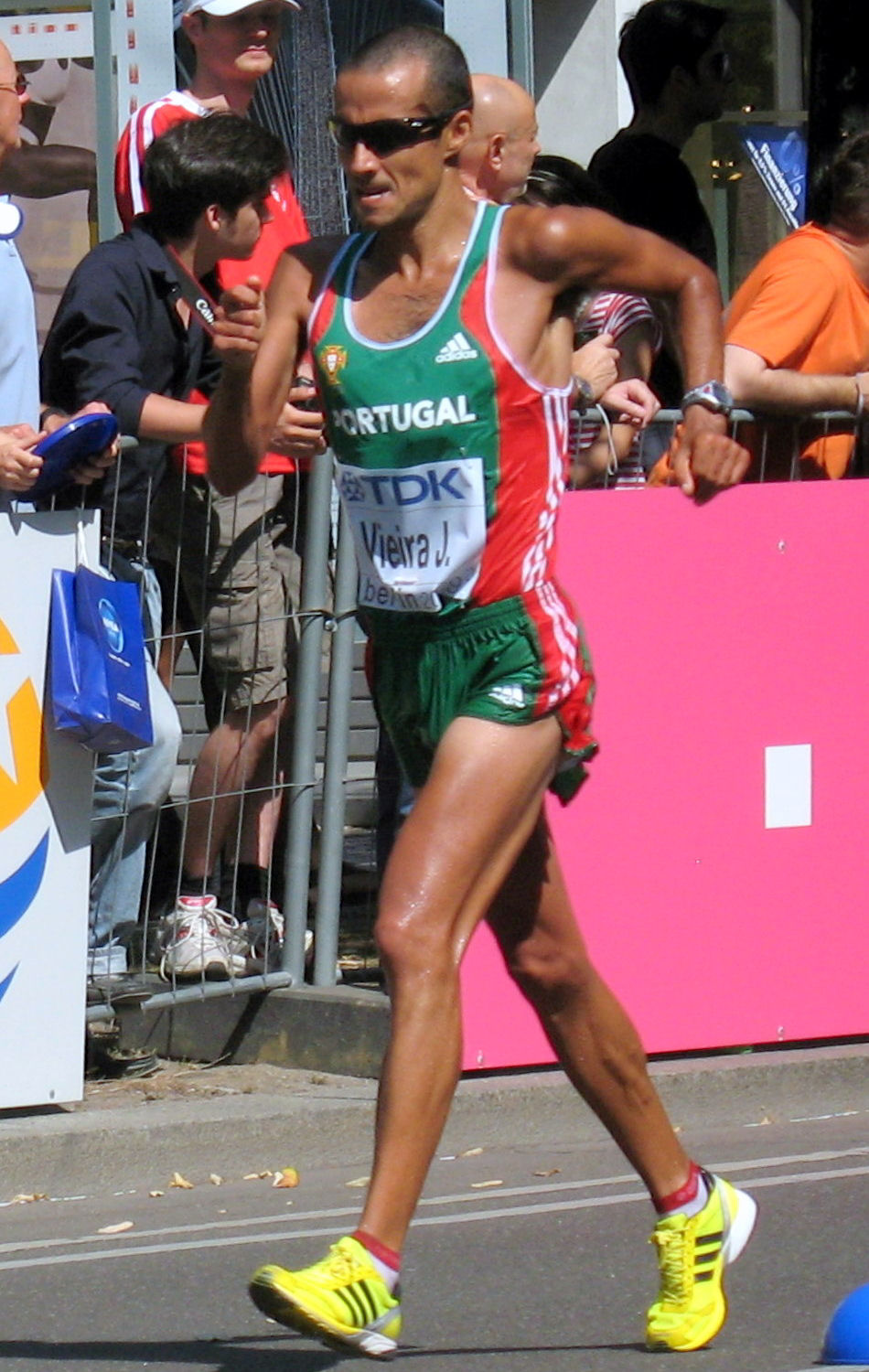
Bronzemedaillengewinner João Vieira

Titelverteidiger Francisco Javier Fernández setzte sich früh vom restlichen Feld ab und marschierte souverän zum erneuten Sieg. Die Verfolgergruppe bestand lange nur aus den drei teilnehmenden Russen, aber der Portugiese João Vieira konnte zu dieser Gruppe aufschließen und errang schließlich die Bronzemedaille mit neuem Landesrekord.

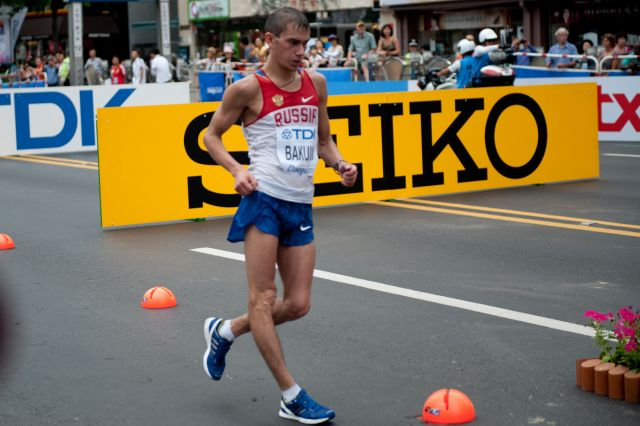
Sergei Bakulin erreichte Platz fünf
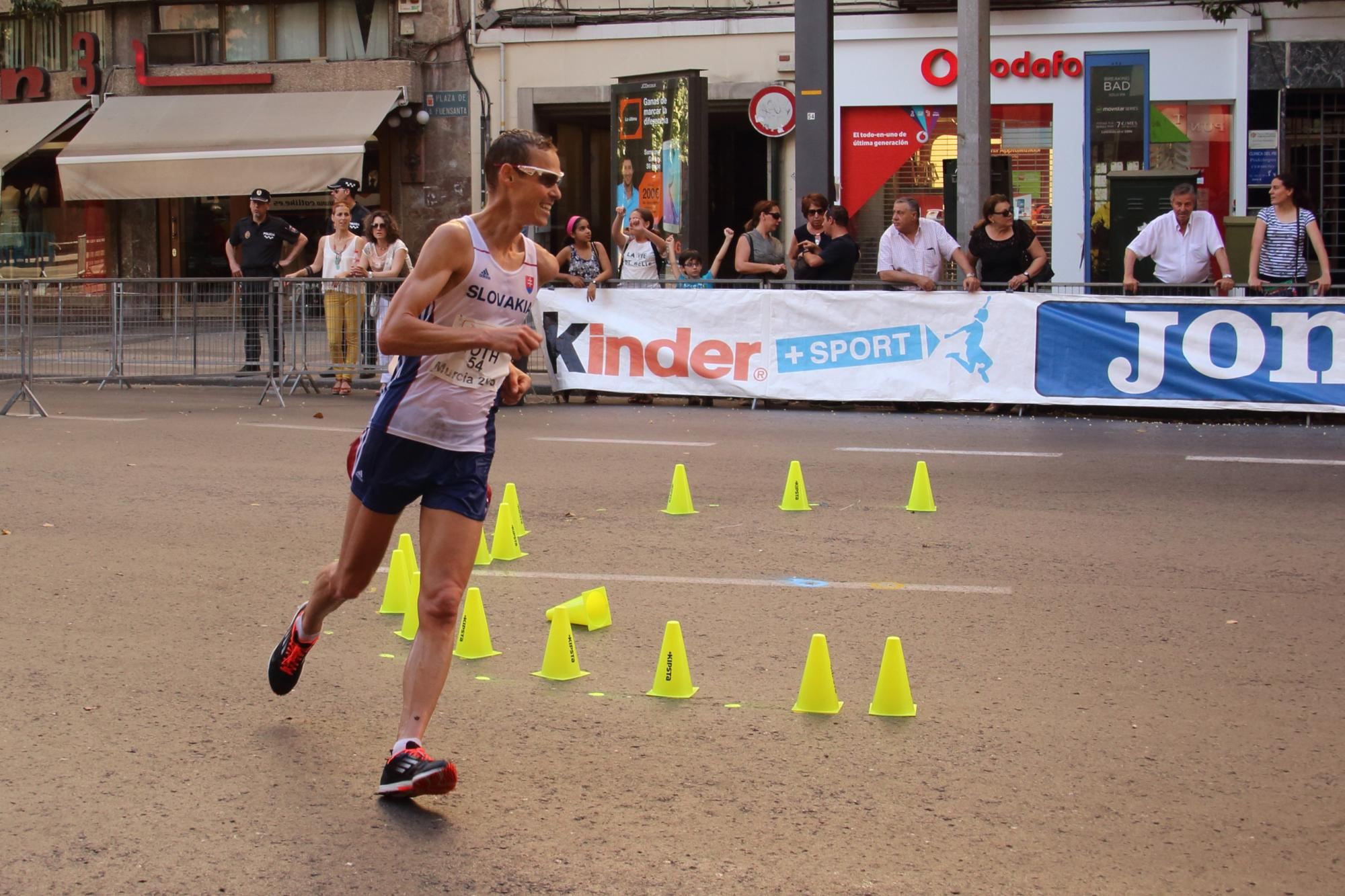
Matej Tóth kam auf den sechsten Platz
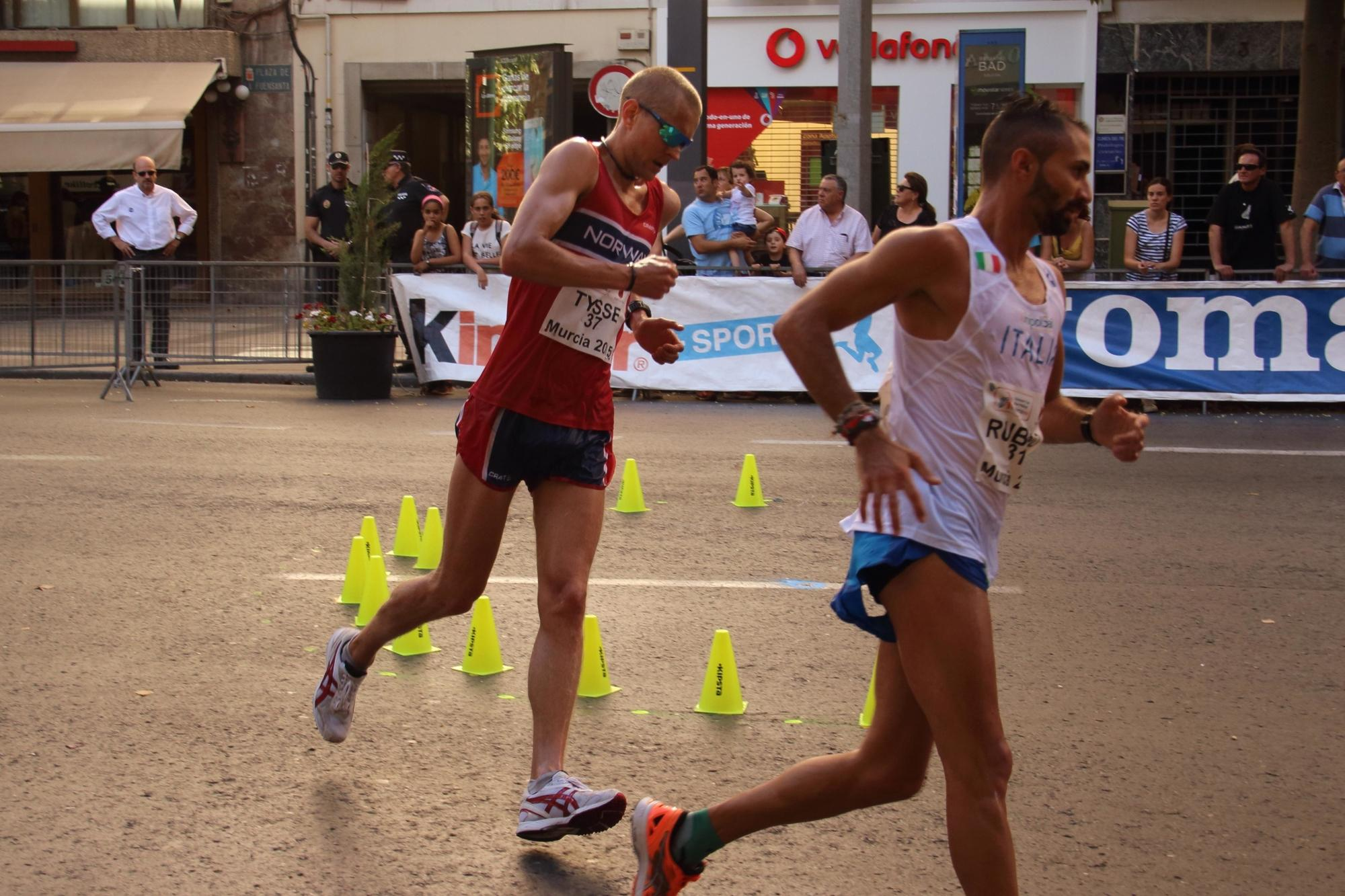
Erik Tysse (rotes Trikot) belegte Rang sieben
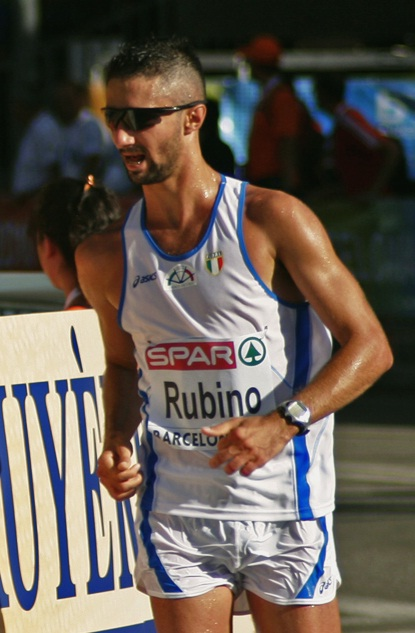
Giorgio Rubino wurde Achter

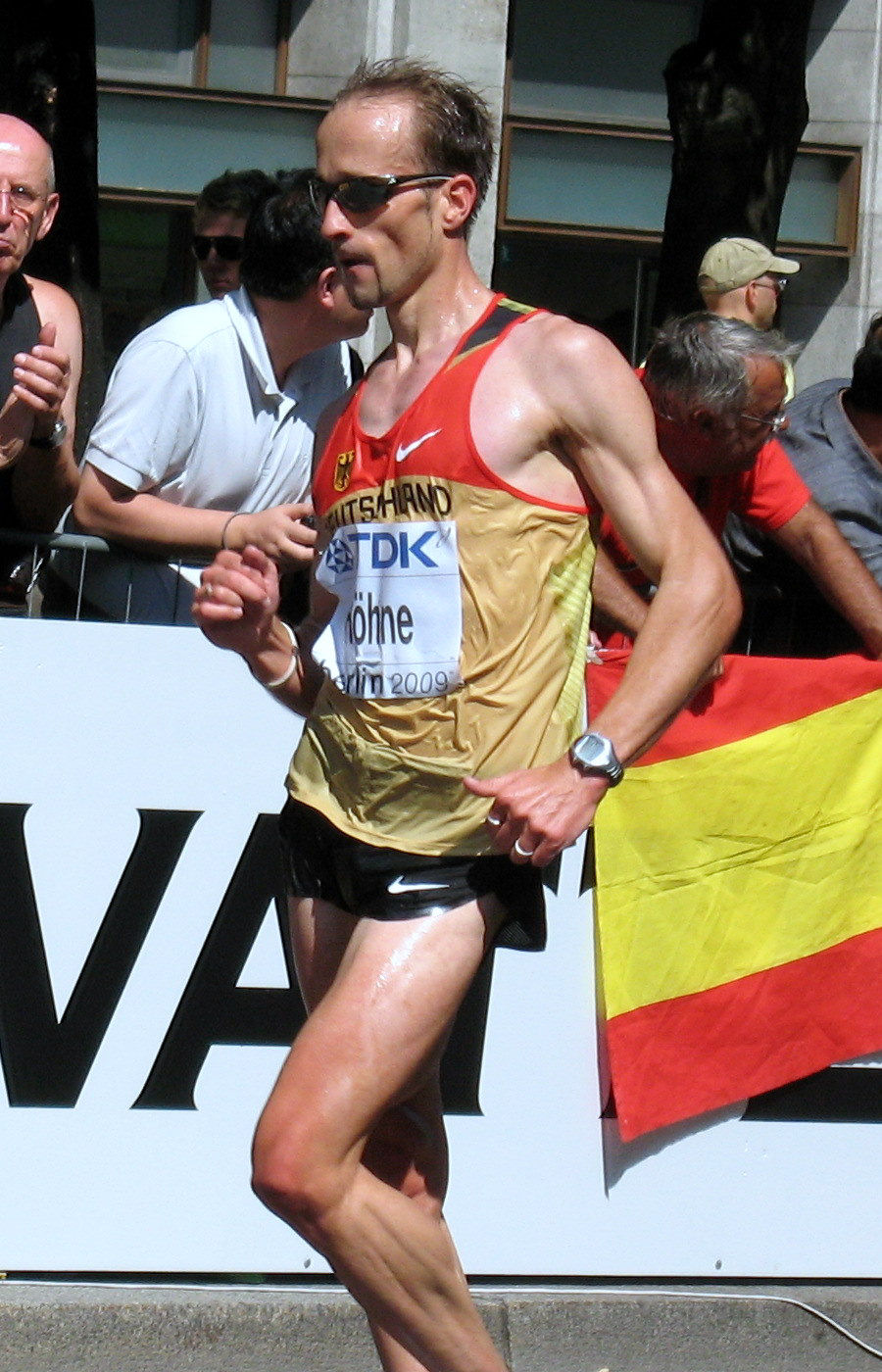
Der elftplatzierte André Höhne
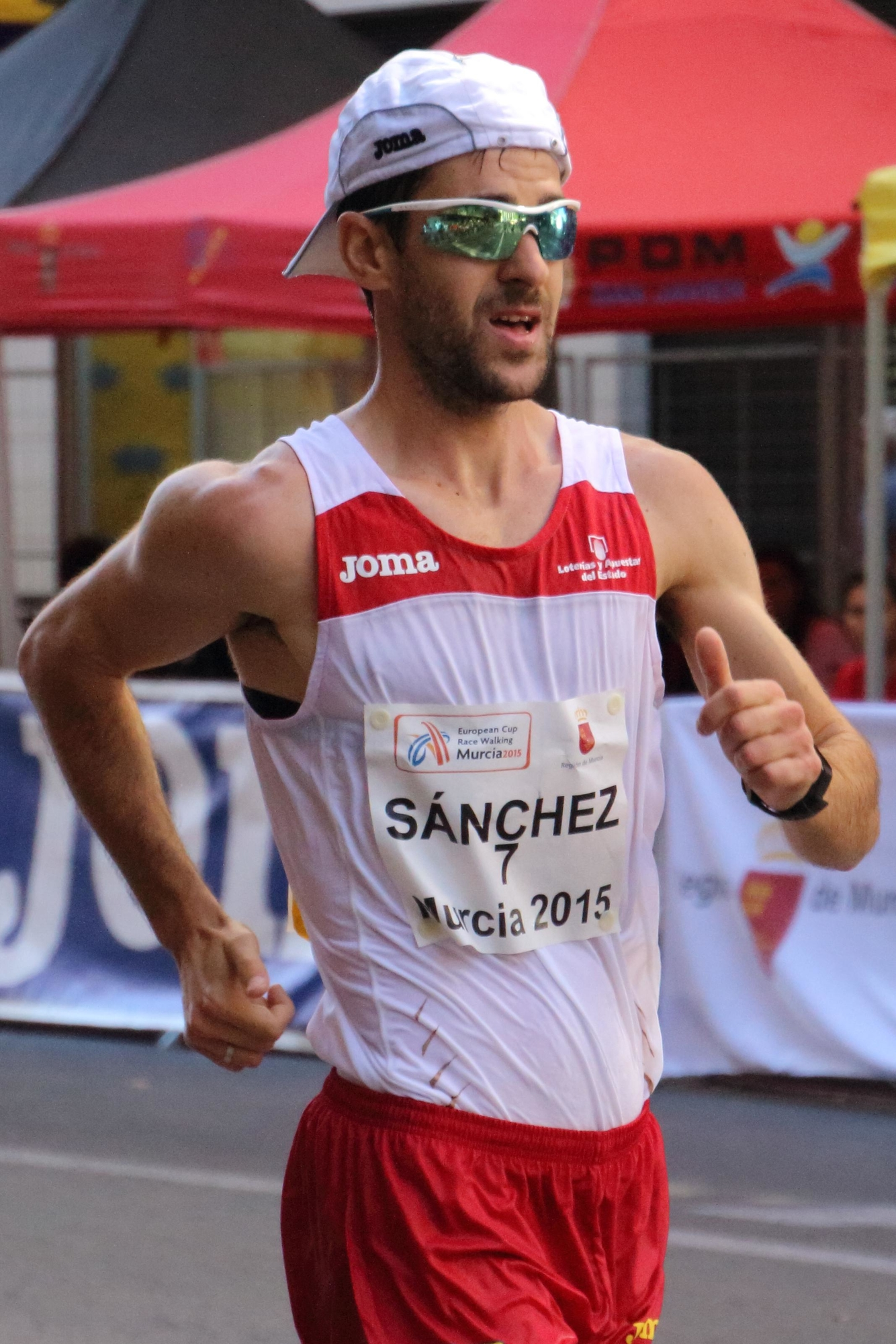
Benjamín Sánchez kam auf den dreizehnten Platz
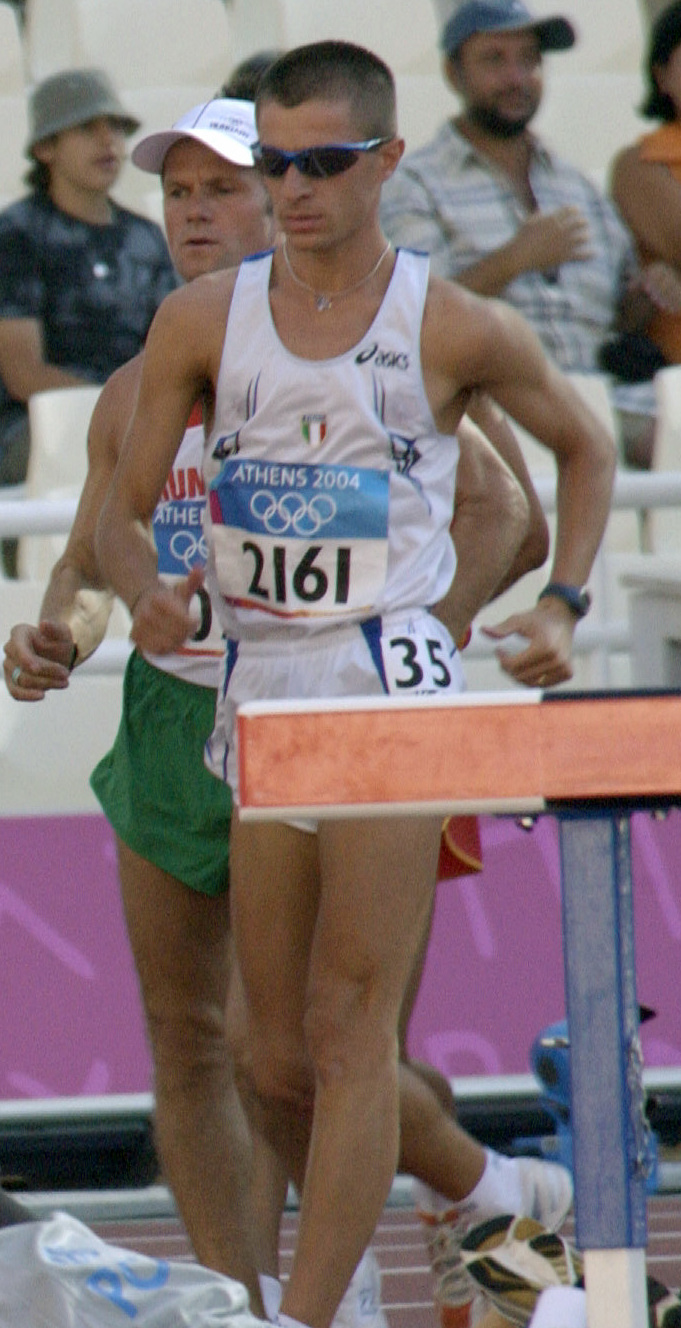
Ivano Brugnetti erreichte Platz siebzehn
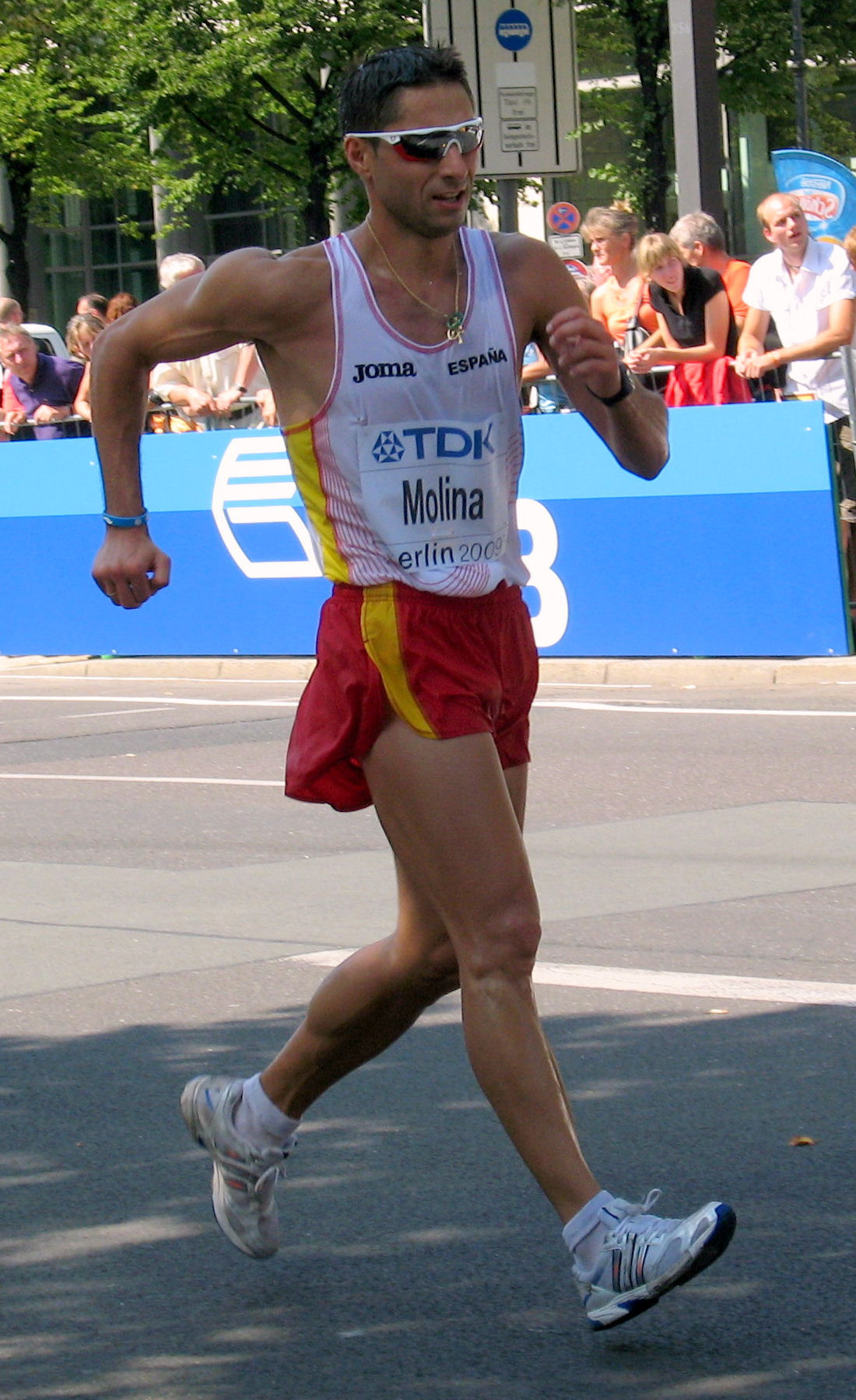
Juan Manuel Molina wurde disqualifiziert